# Hans-Jürgen Mende (Moderator)
Hans-Jürgen Mende (* 1960 in Wiesbaden) ist ein deutscher Hörfunk- und Fernsehmoderator.

## Leben
Hans-Jürgen Mende studierte Musikwissenschaften in Mainz und Gesang in Bern und Zürich. Von 1987 bis 1992 war er als Opernagent und Künstlermanager tätig. 1993 kam er zum Südwestrundfunk (SWR) und moderierte bis 2001 in Freiburg und Baden-Baden in den Programmen SWR4 und SWR1. Daneben war er Autor von Beiträgen für alle ARD-Anstalten und für Musikzeitschriften, wie etwa die Fachzeitschrift Opernwelt.
Von 1995 bis 2002 moderierte er auch beim Hessischen Rundfunk in Frankfurt in den Programmen HR4 und HR1. Im Fernsehen des HR war er auch mit einer live Call-In-Sendung zu sehen. 2001 kam er zum NDR. Dort arbeitet er vor allem beim Hörfunksender NDR Kultur. Von 2002 bis 2016 moderiert Hans-Jürgen Mende auch beim Kulturprogramm des Bayerischen Rundfunks BR-alpha / ARD-alpha mehr als 100 mal die TV-Gesprächsendung Forum. Gäste waren u. a. Dietrich Fischer-Dieskau, Jürgen Flimm, Hildegard Behrens, Anne-Sophie Mutter u. a. Seit 2016 ist er Moderator der Sendung Doppelkopf auf der Kulturwelle HR des Hessischen Rundfunks und leitet Diskussionsrunden der Sendung SWR2 Forum beim Südwestrundfunk.
Er ist mit der Sopranistin Manuela Uhl verheiratet und hat drei Söhne.